# August Manns

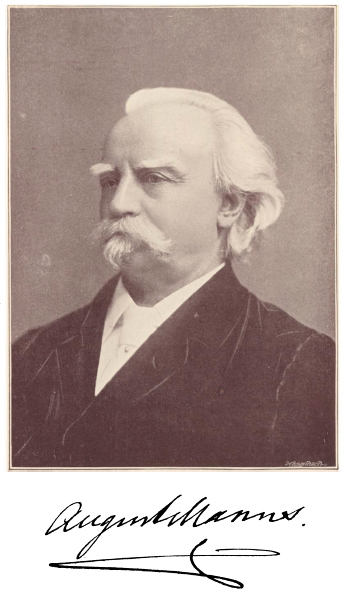
August Manns (1898)

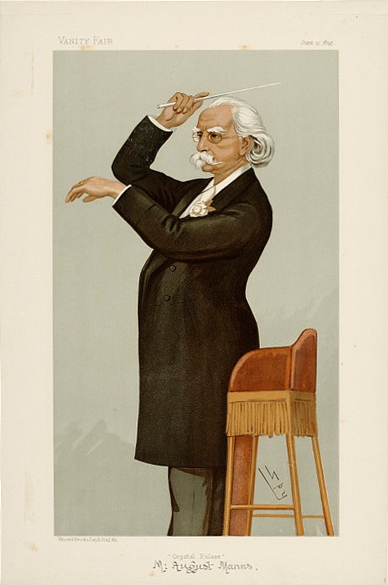
August Manns (1895)

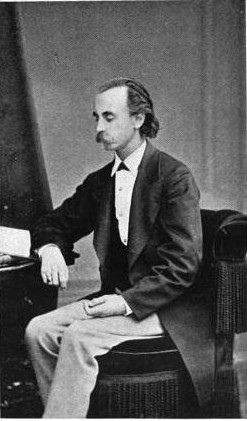
August Manns (43 Jahre alt)

Sir August Friedrich Manns (* 12. März 1825 in Stolzenburg bei Stettin, Vorpommern; † 1. März 1907 in West Norwood, London) war ein britischer Militärkapellmeister und Dirigent preußischer Herkunft, der in London wirkte.

## Leben

### Ausbildung und Wirken in Preußen
Als er zwölf Jahre alt war, schickten ihn die Eltern zum Onkel mütterlicherseits nach Torgelow, wo er die Dorfschule besuchte und unter der Leitung des Dorfmusikers namens Trump Geige, Klarinette, Flöte und Horn spielen lernte. Trump brachte ihm Grundlagen der Musik und den Instrumentalunterricht aus den Lehrbüchern von Violinisten wie Pierre Rode, Rodolphe Kreutzer und Pierre Baillot bei. Er blieb in Torgelow, bis er mit 14 Jahren die Schule absolviert hatte. Nach der Konfirmation zog er zu den Eltern, die bereits in Gelguhnen im Ermland lebten.
Die Besitzer der Glashütte Gelguhnen, wo der Vater als Glasmacher und -blaser arbeitete, waren 1838 zugleich Kaufleute in Elbing und ermöglichten ihm dort die Fortsetzung der Musikerausbildung beim Stadtmusikus von Elbing namens Urban. Im letzten Jahr seiner Ausbildung spielte August Manns erste Geige in dem Streichorchester und erste Klarinette in dem Blasorchester von Urban und erhielt Zusatzunterricht in Harmonielehre und Komposition.
Er trat als Freiwilliger einer Militärkapelle in Danzig bei, wo er Horn und Klarinette spielte. Gleichzeitig spielte er Geige im Theater, bei Konzerten und für das Ballett. Die deutsche Revolution veranlasste ihn 1848 von Posen nach Berlin zu ziehen, wo er erste Violine im Orchester von Josef Gung’l spielte. Anschließend trat er in den Jahren 1849–1851 als Dirigent und Soloviolinist in der Krolloper in Berlin auf. Als die Krolloper durch eine Feuerbrunst im Februar 1851 völlig zerstört wurde, wurde er in kurzer Zeit von Oberst Albrecht von Roon als Kapellmeister des Regiments nach Königsberg in Ostpreußen rekrutiert. August Manns baute das Orchester um, schuf Neuarrangements klassischer Werke für das Blasorchester und gründete ein Streichorchester. Bis Frühjahr 1854 leitete er den Männergesangverein „Polyhymnia“ in Köln.

### Karriere als Musiker in England

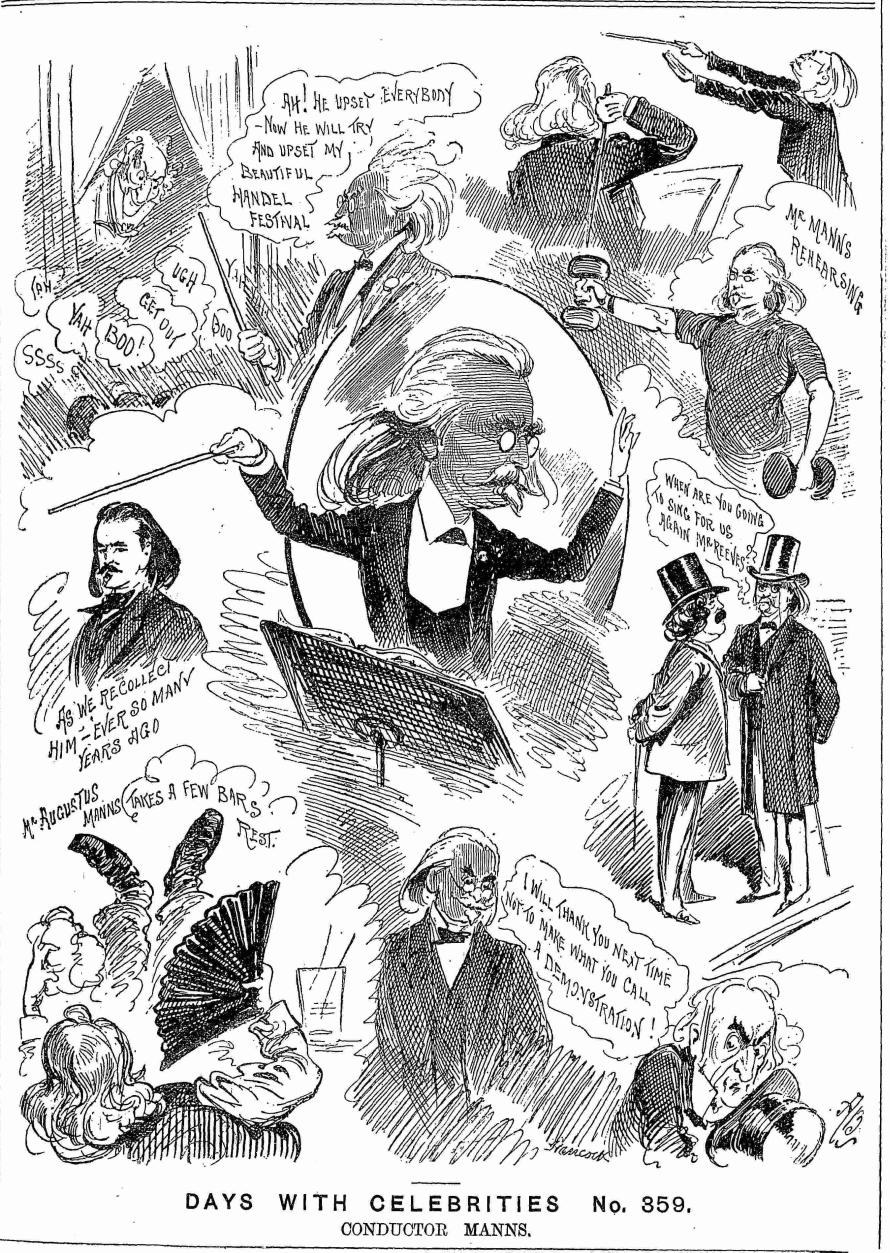
Manns Karikatur (1888)

Im Frühjahr 1854 verließ er Preußen und wurde Anfang Mai vom Landsmann Henry Schallehn als Klarinettist und stellvertretender Kapellmeister für das im Londoner Crystal Palace neu gegründete Harmonieorchester engagiert. Nach einer Auseinandersetzung über die Autorenrechte und das Honorar seiner Komposition aus Anlass des Krimkriegs The Alliance Quadrille wurde er von Schallehn entlassen und verdiente im Winter 1854/55 seinen Lebensunterhalt in Leamington Spa sowie im Opernorchester von Edinburgh. In der Sommersaison 1855 dirigierte er Gartenkonzerte in Amsterdam.
Ab Mitte Oktober 1855 war er Dirigent im Crystal Palace, dessen Sekretär George Grove war, baute kontinuierlich das Orchester auf volle sinfonische Stärke auf, führte die deutsche Aufstellung ein und leitete es mehr als 45 Jahre lang als künstlerischer Leiter (artist director). Unter seiner Leitung und Organisation entstand ein Sinfonieorchester mit 90 fest angestellten Musikern, einem Probenplan und einer regelmäßiger Konzertreihe. Daneben war August Manns von 1879 bis 1887 Chefdirigent des Glasgow Choral Union Orchestra und leitete von 1883 bis 1900, als Nachfolger von Michele Costa, die Händel-Festspiele in London.
Er führte eine breite Palette klassischer Musik in London auf, darunter viele Werke junger britischen Komponisten sowie Werke deutscher Meister, die bisher in England nicht bekannt waren. Zu den beliebten britischen Kompositoren zählten Arthur Sullivan, Charles Villiers Stanford, Hubert Parry, Hamish MacCunn, Edward Elgar, Edward German, George Macfarren und William Sterndale Bennett. Dazu stellte er Werke von Komponisten aus Kontinentaleuropa wie Johannes Brahms, Joachim Raff, Franz Schubert, Hector Berlioz, Pjotr Iljitsch Tschaikowski und Antonín Dvořák dar und gewann internationale Solisten wie Joseph Joachim, Alfredo Piatti, Henri Vieuxtemps und Charles Hallé. Im Jahr 1886 trat im Crystal Palace die Oratoriensängerin Liza Lehmann, Tochter des aus Altona stammenden Malers Rudolf Lehmann, auf.
Die Musical Times zählte 1898 auf, August Manns habe in 12.000 Konzerten die Werke von mehr als 300 Komponisten aufgeführt. Die Konzertsaison dauerte jeweils von Oktober bis April mit Konzerten am Samstagnachmittag (Saturday Concerts) in den Jahren von 1855 bis 1901. Die Konzerte im Crystal Palast gehörten zu den bedeutendsten Konzertinstitutionen der Welt.

### Rezeption
Am 29. Juni 1888 wurden, auf eine Veranlassung von Thomas Alva Edison, bei einem der Händel-Konzerte Phonographenwalzen mit dem Oratorium Israel in Egypt aufgenommen. Davon existieren heute noch drei bespielte Wachswalzen. Dies sind die ältesten bis heute in Großbritannien erhaltenen Musikaufnahmen.

### Ehrungen
Königin Victoria soll ihm eine Stradivari-Geige geschenkt haben. August Manns wurde am 21. Mai 1894 britischer Staatsbürger und am 18. Dezember 1903 als Knight Bachelor nobilitiert. Im Mai 1903 wurde er zum Ehrendoktor (Doctor of music) der University of Oxford ernannt.

## Kompositionen
- The Alliance Quadrille. 1854
- Little birdie. Cradle song. 1880[12]
- Deutsche Barden. Walzer. 1882[13]